# Georgeta Barbălată
Georgeta Barbălată este o judecătoare din România.
A fost judecător în cadrul Înaltei Curți de Casație și Justiție (ICCJ) în perioada 8 iulie 2004 - 31 august 2012.
precum și purtătorul de cuvânt al acestei instituții.
Barbălată a făcut parte dintre cei patru magistrați de la Înalta Curte de Casație și Justiție care puteau emite mandate de interceptare a comunicațiilor în baza legii siguranței naționale.
A ajuns în atenția presei în anul 2011, când a apărut în poze de vacanță împreună cu familia unui afacerist vietnamez (Hoa Le Duc), arestat pentru spălare de bani și constituirea unui grup infracțional organizat.
În iunie 2011 a fost audiată în dosarul „Șpagă în Portul Constanța”.
Pe 21 iulie 2014, Agenția Națională de Integritate (ANI) a constatat existența unei diferențe nejustificate de 199.536 de lei (peste 60.400 de euro), între averea dobândită și veniturile realizate împreună cu familia de către Georgeta Barbălată.
ANI a sesizat Comisia de cercetare a averilor din cadrul Curții de Apel București să verifice averea Georgetei Barbălată din perioada exercitării funcției publice.
Pe 22 iunie 2015 a fost condamnată definitiv, de instanța supremă, la patru ani de închisoare cu executare, pentru favorizarea infractorului.